# Karl Holzamer

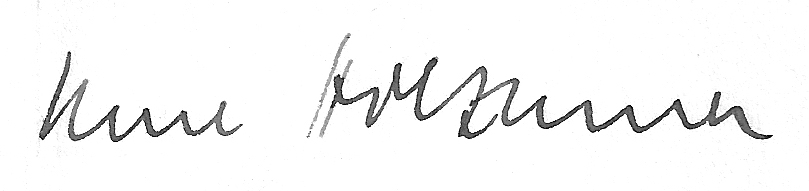
Karl Holzamer. Signatur 1958

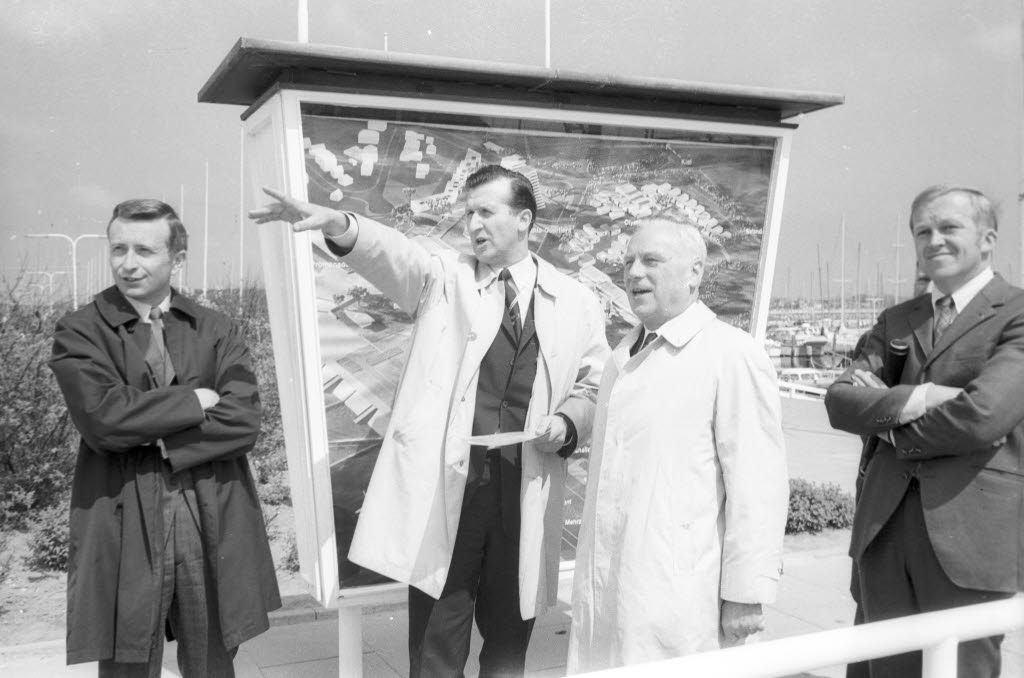
Karl Holzamer (2. v. re.) 1970 in Kiel

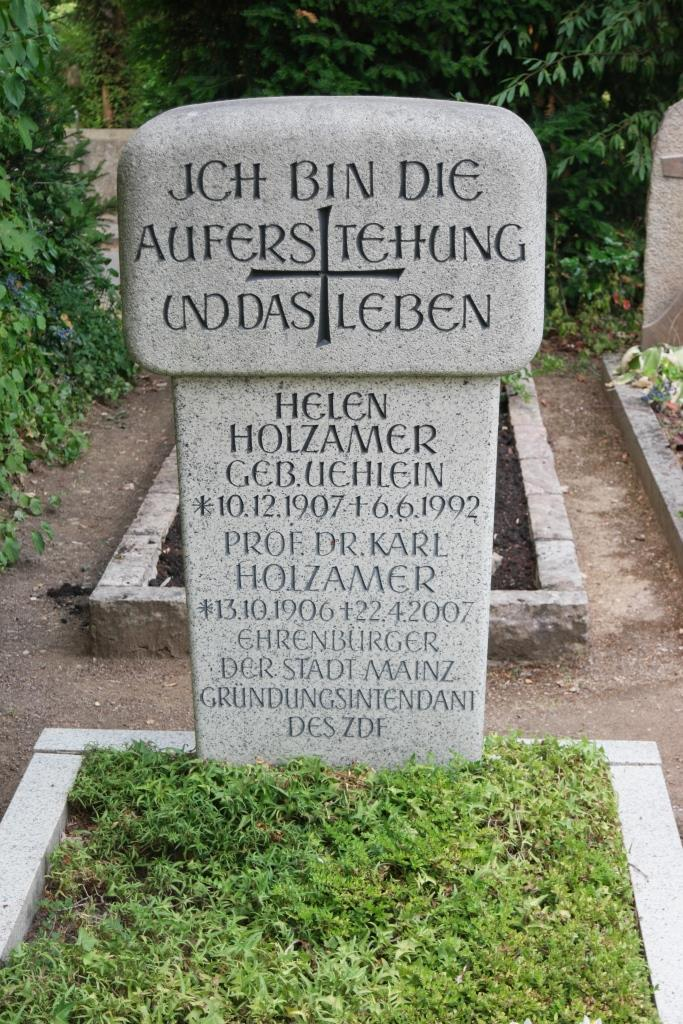
Grab von Karl Holzamer auf dem Hauptfriedhof Mainz

Karl Johannes Holzamer (* 13. Oktober 1906 in Frankfurt am Main; † 22. April 2007 in Mainz) war ein deutscher Philosophie-Professor, Pädagoge und Intendant des Zweiten Deutschen Fernsehens (ZDF).

## Leben

### Jugend und erste Berufsjahre
Karl Holzamer wurde in Frankfurt am Main geboren und besuchte ab der Sexta das Kaiser-Wilhelm-Gymnasium. 1919 kam er zum Bund Neudeutschland, in dem sich große Teile der jungen katholischen Intelligenz sammelten. Er machte 1926 sein Abitur und studierte anschließend als Stipendiat der Studienstiftung des deutschen Volkes Philosophie, Pädagogik, Psychologie, Romanistik und Germanistik in München, Paris, Frankfurt und Bonn. 1929 promovierte er in München. Anschließend bewarb er sich bei der kurz zuvor gegründeten Pädagogischen Akademie Bonn und legte dort 1931 das erste Examen für Volksschullehrer ab, mit der Überlegung: „Wenn du einmal Volksschullehrer ausbilden willst, dann musst du natürlich auch selbst mal die Volksschule kennenlernen.“
1931 wurde Holzamer zunächst Mitherausgeber der Stimmen der Jugend in Düsseldorf, kurz darauf Assistent am Psychologischen Institut der Universität Bonn und im November schließlich Assistent der Pädagogischen Abteilung des Westdeutschen Rundfunks. Politisch betätigte er sich im Reichsjugendausschuss der Zentrumspartei. Parallel dazu lief eine Bewerbung als Professor.

### Zeit des Nationalsozialismus
Nach der Machtergreifung durch die Nationalsozialisten 1933 gab Holzamer sein politisches Engagement auf. Beim Rundfunk wurden sein Chef und der Intendant entlassen, so dass er den Schulfunk zunächst selber leitete, dann aber mangels Parteizugehörigkeit die Landwirtschaft (als vollkommener Laie), die Sprachen und die konfessionellen Morgenfeiern bekam. Letztere gab es bei der inzwischen in Reichssender Köln umbenannten Anstalt ungeachtet einer Anordnung von 1937 weiterhin. Mit Beginn des Zweiten Weltkrieges wurde Holzamer eingezogen. Er kam als Bordschütze zur Luftwaffe und wurde Kriegsberichter für Hörfunk und Presse.  Er war Angehöriger der Propagandakompanie der Luftwaffe (zuletzt: Oberleutnant). Am Ende geriet er in französische Kriegsgefangenschaft, wo er als Übersetzer arbeitete.
Holzamer trat zum 1. Mai 1937 der NSDAP bei (Mitgliedsnummer 6.088.556). Er hatte nach dem Zweiten Weltkrieg fälschlicherweise ausgesagt, es habe zwischen 1937 und 1939 ausschließlich eine NSDAP-Parteianwartschaft gegeben, die er 1939 jedoch selbst aufgelöst habe. Außerdem verschwieg Holzamer, dass er zeitweilig SA-Mitglied war. Holzamer war zudem bis zum Austritt am 1. April 1936 Mitglied im Nationalsozialistischen Lehrerbund.

### Professur
Karl Holzamer hatte seine Bewerbung als Professor noch beim Preußischen Kultusministerium unter der Leitung von Adolf Grimme eingereicht, sie lief bis 1937, als man ihm trotz freier Stellen mitteilte, seine Verwendung im Hochschuldienst sei nicht vorgesehen. Nach dem Krieg erwies sich dies als ausgezeichnetes Zeugnis, woraufhin er 1946 ohne Habilitation planmäßiger, außerordentlicher Professor für Philosophie, Psychologie und Pädagogik an der Johannes Gutenberg-Universität Mainz und 1952 Ordinarius wurde. Bereits 1948 erhielt er den Lehrstuhl für scholastische Philosophie und Pädagogik. Als Vertreter der Universität Mainz kam Holzamer mit der Gründung des Südwestfunks in dessen Rundfunkrat. Da er dort unter den 49 Mitgliedern das einzige mit praktischer Erfahrung war, übernahm er von 1949 bis 1960 den Vorsitz. Mit der Wahl zum ZDF-Intendanten 1962 wurde er von der Universität beurlaubt.

### ZDF
Karl Holzamer war von Bundeskanzler Adenauer 1960 als Intendant der Deutschland-Fernsehen-GmbH vorgesehen (die Wahl des Intendanten kam aber aufgrund der schon anhängenden Klage von vier Bundesländern beim Bundesverfassungsgericht nicht zustande). Den Posten eines Programmdirektors bei der privatrechtlichen Freies Fernsehen Gesellschaft lehnte Holzamer 1960 ab. Als CDU-Kandidat – wobei es auch in der SPD große Zustimmung gab – für den Intendantenposten des nachfolgenden ZDF hatte er dann mehr Glück: Er wurde am 12. März 1962 vom Fernsehrat gewählt und später zweimal bestätigt. Gemeinsam mit Gerhard Löwenthal gehörte er zu den Mitbegründern und medialen Vertretern des Bundes Freiheit der Wissenschaft. Erst am 14. März 1977 ging er in den Ruhestand. Bereits 1974 wurde er als Professor emeritiert. Seine Nachfolge als Intendant übernahm Karl-Günther von Hase.
Wim Thoelke sagte über seine Zeit beim ZDF: „Karl Holzamer war ein Mann von belebendem Optimismus und dabei sowohl hochintelligent als auch auf positive Weise kritisch. Ohne ihn wäre das ZDF niemals auf die Beine gekommen.“ Dem bekennenden Katholiken Holzamer war die Vermittlung von Moral und Glaube im Programm besonders wichtig, so galt er als „Apostel einer intakten Welt“.
Zusammen mit seinem Freund und Mitarbeiter Wolfgang Brobeil hat Holzamer u. a. die Aktion Sorgenkind mit auf den Weg gebracht und sich für deren Fortsetzung nach dem Ende von Vergißmeinnicht eingesetzt.

### Privates
Karl Holzamer heiratete 1932 seine ein Jahr jüngere Verlobte Helene, mit der er vier Kinder hatte. Sie verstarb im Juni 1992. Karl Holzamer war der Großvater von Laurent Daniels. Er war auch mit dem Schriftsteller Wilhelm Holzamer (1870–1907) verwandt.
Er war Ehrenmitglied des KStV Kurpfalz Mainz im Kartellverband katholischer deutscher Studentenvereine und Mitglied des Ritterordens vom Heiligen Grab zu Jerusalem.
Karl Holzamer starb im April 2007 im 101. Lebensjahr. Sein Grab befindet sich auf dem Mainzer Hauptfriedhof.

## Auszeichnungen und Ehrungen
- 1966: Ordre national du Mérite, Offizier
- 1967: Bayerischer Verdienstorden
- 1971: Ehrenring der Stadt Mainz
- 1971: Großes Bundesverdienstkreuz des Verdienstordens der Bundesrepublik Deutschland
- 1976: Großes Bundesverdienstkreuz mit Stern des Verdienstordens der Bundesrepublik Deutschland
- 1976: Großkreuz des päpstlichen Gregoriusordens
- 1977: Großes Silbernes Ehrenzeichen mit dem Stern für Verdienste um die Republik Österreich[11]
- 1978: Verdienstorden der Italienischen Republik, Komtur
- 1980: Besondere Ehrung beim Adolf-Grimme-Preis
- 1982: Verdienstorden des Landes Rheinland-Pfalz
- 1983: Ehrenbürger der Stadt Mainz
- 1983: Hans-Bredow-Medaille
- 1984: Großes Bundesverdienstkreuz mit Stern und Schulterband
- 1986: Hans-Bausch-Media Preis
- 1998: Ordre national du Mérite, Kommandeur
- 2003: Premio Capo Circeo
- 2006: Konrad-Adenauer-Medaille der Christlich Demokratischen Union Deutschlands

## Werke
- Grundfragen des neuzeitlichen Humanismus, Kupferberg, Mainz 1947. (Mainzer Universitäts-Reden; H. 4)
- Einführung in die Philosophie. Grundlegung der Erkenntnis-Theorie als Fundament der übrigen Disziplinen, Kupferberg, Mainz 1947.
- Einführung in die Pädagogik, Kirchheim, Mainz 1949.
- Grundriss einer praktischen Philosophie: Freiheit, Toleranz, Sittlichkeit, Ressentiment, Knecht, Frankfurt am Main 1951.
- Kind und Radio, Klett-Verlag, Stuttgart 1954. (Bedrohte Jugend – drohende Jugend; 34)
- Die Einführung junger Menschen in die soziale Verantwortung. Ein Vortrag, Frankfurt am Main 1959. (Schriften des Deutschen Paritätischen Wohlfahrtsverbandes; 19)
- Autoritarismus und Nationalismus. Ein deutsches Problem? Bericht über eine Tagung, Europäische Verlagsanstalt, Frankfurt am Main 1963. (Politische Psychologie; 2)
- Die Verantwortung des Menschen für sich und seinesgleichen. Reden und Aufsätze, Bertelsmann-Verlag Gütersloh 1966.
- Kunst und Konfektion im Bereich der Publizistik, Versuch eines Brückenschlags, Sebaldus, Nürnberg 1969.
- Projekte, Probleme und Perspektiven des Fernstudiums im Medienverbund, Athenaeum, Frankfurt am Main 1970. (Lehren und lernen im Medienverbund; 1) ISBN 3-494-00635-0.
- Das Wagnis. Zum Sehen geboren, zum Schauen bestellt, von Hase u. Koehler, Mainz 1979 ISBN 3-7758-0980-5.
- Anders, als ich dachte. Lebenserinnerungen des ersten ZDF-Intendanten, Herder, Freiburg im Breisgau u. a. 1983. (Herderbücherei; 1066) ISBN 3-451-08066-4
- Einführung in die Welt des Denkens, Pattloch-Verlag 1990, ISBN 3-629-00548-9.
- Lebensreise zwischen Philosophie und Fernsehen, Verlag Philipp von Zabern 2003, ISBN 3-8053-3097-9.